# Подстава (фильм, 2007)
«Подстава» (оригинальное название — «Смерть и жизнь Бобби Зи», англ. The Death and Life of Bobby Z) — боевик 2007 года. Снят по роману Дона Уинслоу. Рейтинг MPAA — R.

## Сюжет
Тюрьма, где Тим Кирни (Пол Уокер), бывший морпех, отбывает наказание (причём сидит не в первый раз, но каждый раз попадается по идиотскому стечению обстоятельств). В тюремной драке он, защищаясь, убивает заключённого по кличке «Бешеный Пёс» (Чак Лиддел), местного авторитета. Это грозит нашему герою большими неприятностями от товарищей убитого как в тюрьме, так и на свободе.
В этот момент появляется сотрудник Управления по борьбе с наркотиками Тад Груза (Лоренс Фишберн) и предлагает Тиму Кирни сделку. Оказывается, Тим похож на успешного наркодельца Бобби «Зи» (Джейсон Льюис). Интерес Грузы якобы в том, что его напарник удерживается в заложниках у мексиканского мафиози Don Huertero — Дон Гуэртеро (Хоаким де Альмейда), а тот, в свою очередь, готов обменять заложника на Бобби Зи. Но вся проблема в том, что настоящий Бобби Зи уже был в руках у Грузы, но якобы умер от болезни. Поэтому Тиму предлагается изобразить из себя Бобби Зи, чтобы обмен состоялся, а там, мол, решай сам. Никаких гарантий, но это шанс оказаться на свободе. Тим Кирни соглашается на эту подставу.
Мексиканская граница, процедура обмена. Пока Тим, как подставной Бобби Зи, идёт к ожидающим его мафиози, Груза целится Тиму в затылок. Но неожиданно Тим спотыкается, и Груза стреляет куда-то мимо. Начинается дикая перестрелка. Иными словами, Груза и не стремился освободить своего старого напарника. Более того, он собственноручно пристрелил и своего нового напарника, с которым был в данный момент, а главное — хотел убить Тима. Причина этого станет ясна ближе к концу фильма.
Однако Тим остался цел и попал к людям мексиканского мафиози — в роскошный дом некого Брайна (Джейсон Флеминг): отличное вино, мексиканское солнце, красивые девушки у лазурного бассейна… Да ещё все его воспринимают как Бобби Зи, человека-легенду, восхищаются им! Тим встречает здесь Элизабет (Оливия Уайлд), он знает, что это одна из девушек Бобби Зи. Она опекает подростка по имени Кит (Дж. Р. Вилльяреал), сына одной из её подруг и самого Бобби Зи. Вот-вот должен подъехать Дон, что от него ожидать, зачем ему нужен был Бобби Зи? Элизабет советует Тиму покинуть этот дом, пока нет Дона Гуэртеро. Это не так легко сделать, но Тиму удаётся бежать на лошади, да ещё и прихватить с собой малыша Кита.
В результате за Тимом охотятся:
- мафиози Дон Гуэртеро, считая, что это и есть Бобби Зи, из-за которого покончила с собой его дочь;
- товарищи Бешеного Пса (заключённого, убитого Тимом в тюрьме) во главе с байкером по прозвищу Бум Бум (М. С. Гэйни) по наводке Грассы;
- сам Тад Груза, который заварил эту кашу. Оказывается, его нанял сам Бобби Зи: сценарий был такой, что Дон Гуэртеро (или кто-то другой) убивает подставного двойника, роль которого должен был сыграть Тим. Таким образом сам Бобби Зи, что называется, прячет концы в воду.

Тим обращается за помощью к Монаху, который являлся правой рукой Бобби Зи. Создаётся впечатление, что Элизабет ведёт двойную игру. Она признаётся Тиму, что сразу поняла, что он не Бобби Зи, который всегда был эгоистом и думал только о себе. Элизабет симпатичен Тим, который стал малышу Киту другом. В то же время она, будучи в близких отношениях с Монахом, сообщает ему, что настоящий Бобби Зи мёртв. Монаха эта новость о смерти друга очень радует. Они планируют с Элизабет в ближайшее время уплыть отсюда подальше на шикарной яхте Монаха.
Очередная засада ожидает Тима, когда они с Элизабет входят в пляжный домик, где их должен ждать Кит. Дон Гуэртеро собирается убить малыша Кита на глазах мнимого Бобби Зи, отомстив тем самым за свою погибшую дочь: «Дитя за дитя». Элизабет успевает ему сказать, что Кит — это его внук, сын его дочери от Бобби Зи. Воспользовавшись замешательством, Тим перехватывает инициативу, в результате мафиози и все его люди убиты. Видимо, после этого Элизабет делает окончательный выбор в пользу Тима.
Тим, Элизабет и Кит приходят на яхту Монаха, который, готовясь к отплытию с Элизабет, собрал целую сумку денег. Однако Монаха выставляют с яхты, сохранив ему жизнь и даже поделившись с ним деньгами.
Но тут Тима настигает целая банда байкеров во главе с Дюком, жаждущих отомстить ему, Тиму, за смерть Бешеного Пса. В самый критический момент на джипе подъезжает и Груза, и тут Тим замечает на заднем сидении настоящего Бобби Зи. Тим кричит байкерам, мол, я Бобби Зи, а если вам нужен Тим Кирни, он там — в машине Грузы. Байкеры требуют, чтобы человек вышел из машины. Настоящий Бобби вынужден подчиниться, но уверяет, что именно он Бобби Зи. Вооружённые байкеры обескуражены: кто же из этих двух Тим? Дело происходит на мосту, в этот момент приближается яхта, Кит кричит Тиму: «Папа, прыгай к нам!» Это решает дилемму, перед которой стояли байкеры, ведь у Тима Кирни не было детей: теперь их стволы нацелены на настоящего Бобби Зи. Груза также попадает под раздачу. Тем временем Тим прыгает с моста. Финальные кадры: Тим уже на яхте счастливо обнимает Элизабет и Кита.

## В ролях
| Актёр             | Роль                  |
| ----------------- | --------------------- |
| Пол Уокер         | Тим Кирни             |
| Лоренс Фишберн    | агент Тад Груза       |
| Джейсон Льюис     | Бобби Зи              |
| Оливия Уайлд      | Элизабет              |
| Джейсон Флеминг   | Брайн                 |
| Кит Кэррадайн     | Джонсон               |
| Джейкоб Варгас    | агент Джо Эскобар     |
| Джош Стюарт       | «Монах»               |
| Жоаким ди Алмейда | Дон Гуэртеро          |
| Джимми Вилларриал | Кит                   |
| Чак Лидделл       | Бешеный Пёс           |
| Тим Сильвия       | сообщник Бешеного Пса |
| Бен Ротуэлл       | сообщник Бешеного Пса |
| М. К. Гейни       | байкер Бум Бум        |
| Майкл Боуэн       | байкер Дюк            |
| Марго Мартиндейл  | Мэки                  |
| Рэймонд Дж. Бэрри |                       |
| Олег Тактаров     |                       |
| Трой Бренна       | тюремный надзиратель  |